# Zjednoczone Kościoły Ewangeliczne i Zielonoświątkowe
Zjednoczone Kościoły Ewangeliczne i Zielonoświątkowe (hol. Verenigde Pinkster- en Evangeliegemeenten) – największy zielonoświątkowy i ewangeliczny związek wyznaniowy w Holandii. Kościół powstał w dniu 16 lutego 2002 roku, w wyniku połączenia Bractwa Kościołów Zielonoświątkowych (Broederschap van Pinkstergemeenten) i Kościołów Pełnej Ewangelii z Holandii (Volle-Evangeliegemeenten Nederland). Zjednoczone Kościoły Ewangeliczne i Zielonoświątkowe są holenderskim oddziałem Zborów Bożych.
Kościół liczy 26 tys. wiernych, w 180 kościołach. Od czasu jego założenia biskupem jest Peter Sleebos. Ściśle współpracuje z Federacją Kościołów Zielonoświątkowych w Niemczech.